# Pseudotolithus moorii
Pseudotolithus moorii är en fiskart som först beskrevs av Günther, 1865.  Pseudotolithus moorii ingår i släktet Pseudotolithus och familjen havsgösfiskar. Inga underarter finns listade i Catalogue of Life.